# 장강상괭이
장강상괭이(Neophocaena asiaeorientalis)는 쇠돌고래과 상괭이속에 속하는 고래의 한 종이다. 중국 장강의 고유종으로, 장강에 서식하는 민물 돌고래인 바이지(Lipotes vexillifer)의 멸종 가능성 이후 중국에서 유일하게 알려진 담수 고래류이다. 장강상괭이는 심각한 멸종 위기에 처해 있으며 약 1,000마리만 남아있는 것으로 추정된다.
장강상괭이는 민물에 사는 고래이다. 상괭이류는 원래 인도 태평양 연안의 바닷물에 서식했다. 하지만 장강의 담수 환경으로 개체군이 분리되었다. 최근 연구에 따르면 상괭이(N. sunameri)와 장강상괭이(N. asiaeorientalis)는 수천 년 동안 번식과 유전자 흐름이 분리되어 있었다고 한다. 상괭이와 장강상괭이는 이전에는 학명 N. phocaenoides로 한 종으로 간주되었지만, 유전자 연구에 따르면 장강상괭이는 유전자 교류의 부족으로 인해 별개의 종 또는 적어도 초기 종이라는 것이 입증되었다.